# Shinobius
Shinobius és un gènere d'aranyes araneomorfes de la família dels traquèlids (Trachelidae). Fou descrit per primera vegada per Yaginuma l'any 1991. Conté només una espècie que viu al Japó, Shinobius orientalis.